# Norrlands Nations Kammarkör
Il Norrlands Nations Kammarkör, anche conosciuto come Norrlandskören, è il coro da camera della nation studentesca di Norrland a Uppsala.

## Storia
Il coro è stato fondato nel 1957 dall'allora sånganförare della nation Folke Bohlin, con Eric Ericson come direttore artistico, come parte di un ambizioso progetto chiamato Norrland's Nation's Music Activity . Le attività musicali includevano anche musica strumentale ed erano aperte a cantanti e musicisti provenienti da tutte le nationes studentesche di Uppsala. La parte puramente strumentale, la Norrlandsorkester, con Anders Jansson come primo direttore, lasciò la nation solo nel 1980 e divenne l'odierna Uppsala Chamber Strings . Il coro da camera della Norrlands Nation era, al momento della sua fondazione, l'unico coro studentesco misto esistente a Uppsala. La maggior parte del coro lasciò la nation già nel 1964 e cambiò il nome in Uppsala Akademiska Kammarkör. Ciò è accaduto dopo la partecipazione di Norrlandskören al principale concorso corale internazionale a Llangollen in Galles, dove il coro ha vinto il premio "Coro dell'anno". Il coro è stato poi riavviato direttamente dal sånganförare, Ingemar Braennstroem, concentrandosi maggiormente sui membri della nation.
Nel 2019, guidato da Francesco Acquista, il coro ha vinto il 7º Concorso Internazionale Anton Bruckner organizzato da Interkultur risultando vincitore nelle categorie "Cori Misti" e "Musica Sacra" e aggiudicandosi il Gran Premio nella competizione contro gli altri vincitori di categoria.
Nel 2023, guidato da Francesco Acquista, il coro ha vinto il titolo di Campioni dei World Choir Games nella categoria "Cori Misti da Camera" a Gangneung, Corea del Sud.

## Attività
Eccezion fatta per un anno sabbatico nel 1970, il coro ha avuto un'attività continua. Il numero dei membri è variato notevolmente nel corso degli anni, da circa 20 nella prima metà degli anni '70 a oltre 130 nei primi anni '80. Oggi il coro è composto da 45 membri circa e canta nelle principali manifestazioni e solennità universitarie, oltre a svolgere un'intensa attività concertistica caratterizzata dalla qualità delle esecuzioni soprattutto di musica contemporanea. Ogni anno, sin dalla sua istituzione nel 1978, il Norrlands Nations Kammarkörn ha partecipato al Festival Corale delle Nationes, in collaborazione con tutti i cori studenteschi di Uppsala.

## Direttori
Il coro è stato diretto nel corso degli anni da:
- Eric Ericson
- Folke Bohlin
- Dan-Olof Stenlund
- Ingemar Braennstroem
- Hans Nyberg
- Leif Jonsson
- Margaretha Thalén
- Ann-Mari Lind
- Barbro Björklund
- Mårten Jansson
- Lennart Bergbom
- Maria Edman
- Cecilia Martin-Löf
- Tove Waldetoft
- Florian Benfer
- Malin Strömdahl
- Francesco Acquista